# (1717) Arlon
(1717) Arlon ist ein Asteroid des Hauptgürtels, der am 8. Januar 1954 vom belgischen Astronomen Sylvain Julien Victor Arend in Ukkel entdeckt wurde.
Der Name des Asteroiden ist von der belgischen Stadt Arlon abgeleitet.
Das Ondrejov-Observatorium berichtete am 17. Januar 2006, dass auf Grund von Lichtkurvenuntersuchungen möglicherweise auf einen Mond des Asteroiden geschlossen werden kann.